# Petar Lessow
Petar Lessow (bulgarisch Петър Лесов, englisch Petar Lesov; * 12. September 1960 in Rakowski, Oblast Plowdiw) ist ein ehemaliger bulgarischer Boxer. Er wurde 1979 Juniorenweltmeister, 1980 Olympiasieger sowie 1981 und 1983 Europameister.

## Karriere
Petar Lessow begann im Alter von 14 Jahren mit dem Boxsport und absolvierte eine Lehre zum Kfz-Schlosser. Der 1,68 m große Fliegengewichtler boxte für ZSKA Sofia und gewann mehrere nationale Meisterschaften, darunter in den Jahren 1980 und 1981.
1978 startete er im Halbfliegengewicht bei den 5. Junioren-Europameisterschaften in Dublin. Dort unterlag er jedoch im Viertelfinale dem DDR-Meister und späteren Goldmedaillengewinner Robert Marx. 1979 gewann er im Fliegengewicht, die 1. Junioren-Weltmeisterschaften in Yokohama. Er besiegte dabei Hatsumi Soejima aus Japan, Kim Kwang-sub aus Südkorea, János Váradi aus Ungarn und Nathan Mattos aus den USA.
Sein größter Erfolg gelang ihm bei den Olympischen Sommerspielen 1980 in Moskau, als er nach Siegen gegen Onofre Ramírez aus Nicaragua, Hassan Sherif aus Äthiopien, Gilberto Román aus Mexiko, Hugh Russell aus Irland und Wiktor Miroschnytschenko aus der Sowjetunion die Goldmedaille im Fliegengewicht gewann.
1981 wurde er Europameister im Fliegengewicht und gewann die Silbermedaille beim 2. Weltcup in Montreal. 1983 wurde er erneut Europameister im Fliegengewicht und erstritt eine Bronzemedaille beim 3. Weltcup von Rom.
1985 gewann er des 4. Gee-Bee Tournament in Helsinki.